# Tour della nazionale maschile di rugby a 15 del Galles 2022
A luglio 2022 la nazionale gallese di rugby allenata da Wayne Pivac fu impegnata in un tour in Sudafrica.
Erano in programma tre test match con gli Springbok nei tre fine settimana tra il 2 e il 16 luglio, nell'ordine a Pretoria, Bloemfontein e Città del Capo, le tre capitali del Paese (rispettivamente quella amministrativa, giudiziaria e legislativa).
Si trattava dell'ottavo tour gallese in Sudafrica in 58 anni, il primo dal 2014; il Galles nei precedenti sette non aveva mai vinto neppure un test match.
Per il Sudafrica era il primo tour da ospite dopo la vittoria nella Coppa del Mondo 2019, mentre il Galles era in cerca di riscatto dopo un Sei Nazioni sottotono e conclusosi con la prima sconfitta interna di sempre contro l'Italia.
Il primo dei tre test match, in programma al Loftus Versfeld della capitale amministrativa del Paese, vide una vittoria di stretta misura degli Springbok: Galles audace e propositivo, specie nella prima fase di gioco, conclusa 18-3 grazie a una grande prestazione di Louis Rees-Zammit, ma indisciplinato e punito con quattro cartellini gialli che i sudafricani sfruttarono con esperienza per riequilibrare il punteggio nelle fasi di superiorità numerica: nonostante la ripresa giocata quasi costantemente con un uomo in meno, tuttavia, il Galles riuscì a marcare ulteriori 11 punti (pareggio di Lake a 3' dalla fine) contro i 26 degli Springbok e, quando la partita sembrava ormai avviata alla parità a quota 29, Damian Willemse piazzò tra i pali un calcio franco che diede ai suoi la vittoria per 32-29 facendo sfumare le speranze dei Dragoni di riportare un risultato utile per la prima volta dal 1964.
L'appuntamento fu comunque rinviato di una sola settimana: al Free State Stadium il Galles si impose 13-12 alla fine di una partita combattuta e tirata, con solo una meta, ma decisiva, di Josh Adams a tre minuti dal termine, che Gareth Anscombe trasformò: fino a quel momento gli Springbok erano in vantaggio nella guerra al piede, con Handré Pollard autore di quattro piazzati cui rispondevano Dan Biggar e il citato Anscombe con uno ciascuno per un 12-6 che rifletteva la scarsità di occasioni che le due squadre avevano prodotto.
La meta di Adams, a giudizio della leggenda del rugby gallese Gareth Edwards, puniva la mancanza di rispetto del C.T. sudafricano Jacques Nienaber nei confronti dei visitatori, contro i quali nel secondo test match aveva schierato una formazione con 14 elementi cambiati su 15 rispetto al primo incontro (il solo Eben Etzebeth era superstite da Pretoria) con addirittura 6 esordienti; dal punto di vista statistico fu la prima vittoria di sempre del Galles in Sudafrica.
L'incontro di Città del Capo fu quindi decisivo per spareggiare la serie: il Sudafrica se lo aggiudicò agevolmente, complici gli infortuni gallesi dell'ultimo minuto di Faletau e Anscombe e il rientro di tutti gli effettivi degli Springbok lasciati riposare a Bloemfontein: un Handré Pollard in grande spolvero aprì le danze con una meta al quarto d'ora (per lui alla fine saranno 20 punti aggiungendovi tre trasformazioni e altrettanti piazzati) e condusse la squadra al 17-8 all'intervallo; a parte la meta del giovane Reffel i Dragoni non produssero molto altro, se non tre piazzati di Biggar, due dei quali nella ripresa: 30-14 il punteggio per i sudafricani ma Galles comunque non ridimensionato, grazie al suo miglior tour sudafricano di sempre in termini statistici e a un risultato finale capace di smentire i peggiori pronostici che lo vedevano battuto per tre test match a zero.

## Risultati
| Arbitro: | Nika Amashukeli |

|                                             |      |                              |
| Mbonambi 46’ Marx 51’ Kolbe 66’ tecnica 75’ | mt   | 3’, 32’ Rees-Zammit 77’ Lake |
| Willemse 46’, 66’                           | tr   | 32’ Biggar                   |
| E. Jantjies 17’ Willemse 80+3’              | c.p. | 20’, 55’, 63’ Biggar         |
|                                             | drop | 9’ Biggar                    |

| Arbitro: | Angus Gardner |

|                           |      |                        |
|                           | mt   | 77’ J. Adams           |
|                           | tr   | 77’ Anscombe           |
| Pollard 5’, 43’, 51’, 59’ | c.p. | 2’ Biggar 66’ Anscombe |

| Arbitro: | Matthew Carley |

|                                     |      |                      |
| Pollard 14’ Mbonambi 38’ Kolisi 53’ | mt   | 19’ Reffell          |
| Pollard 14’, 38’, 53’               | tr   | 33’, 42’, 48’ Biggar |
| Pollard 5’, 78’, 80+1’              | c.p. |                      |